# Sentica glabrella
Sentica glabrella är en fjärilsart som beskrevs av Walker 1863. Sentica glabrella ingår i släktet Sentica och familjen säckspinnare. Inga underarter finns listade i Catalogue of Life.